# Hauszeichenstele

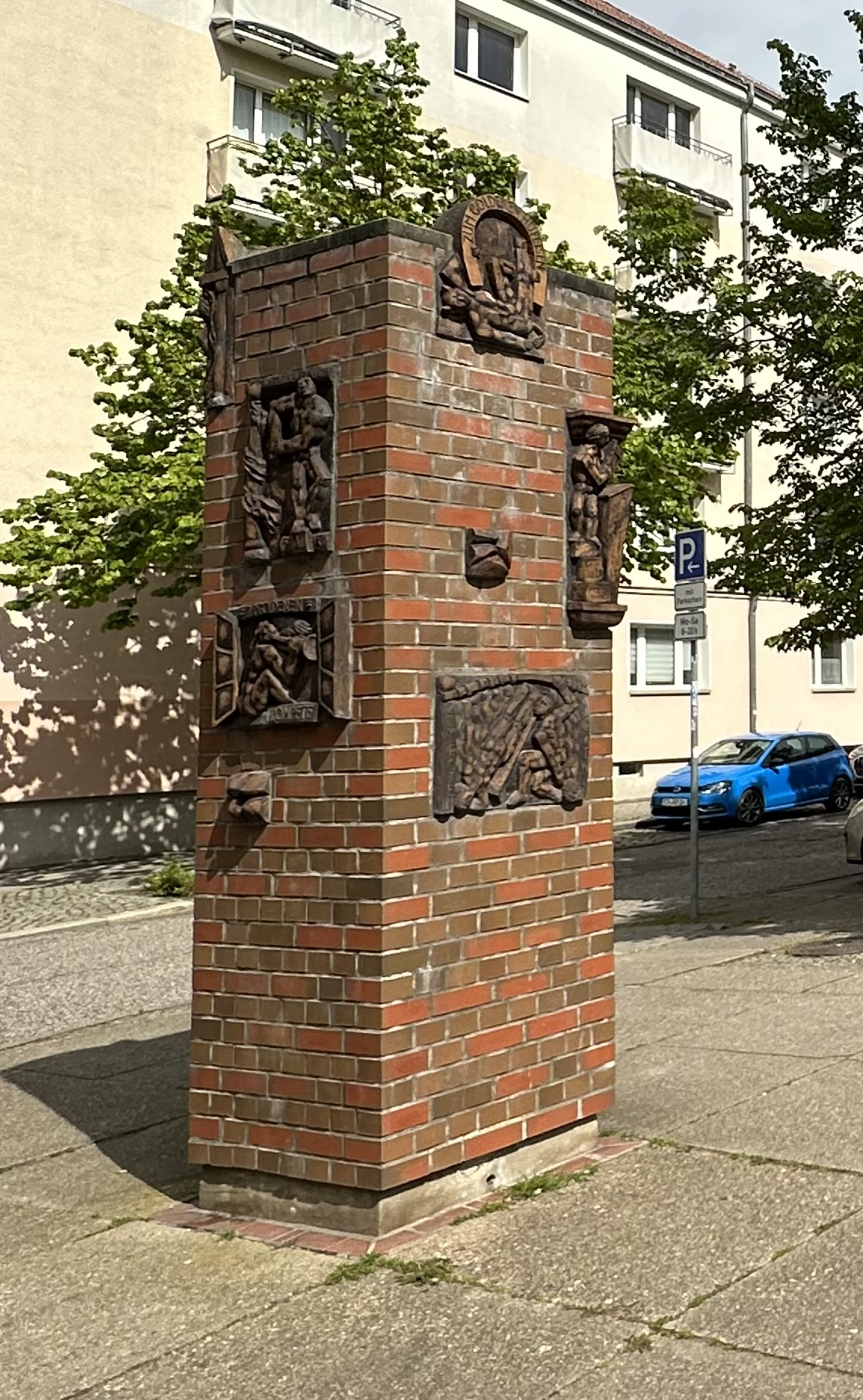
Hauszeichenstele, 2024

Die Hauszeichenstele ist eine Stele in Magdeburg in Sachsen-Anhalt. Sie erinnert an die lange Tradition der Hauszeichen in Magdeburg.

## Lage
Die Stele befindet sich in der Magdeburger Altstadt, südlich der Einmündung der Himmelreichstraße auf die Krügerbrücke.

## Geschichte und Gestaltung
Die aus Klinkern gemauerte Stele mit rechteckigem Grundriss entstand im Jahr 1990. Sie trägt auf allen vier Seiten vom Bildhauer Wolfgang Roßdeutscher aus Keramik geschaffene Hauszeichen. Die insgesamt elf Hauszeichen verweisen auf die in Magdeburg über Jahrhunderte bestehende Tradition der Kennzeichnung der Häuser und ihrer Namen. Bei den an der Stele befindlichen Hauszeichen handelt es sich dabei, anders als bei den Hauszeichen am Gebäude Alter Markt 12, 13, nicht um originale historische Hauszeichen oder den Originalen nachgebildete Repliken, sondern um neue künstlerisch geschaffene Hauszeichen. Die verwendeten und in den Hauszeichen dargestellten Hausnamen gehen jedoch auf tatsächlich einmal bestehende Hausbezeichnungen zurück. So dienten die Namen von Häusern, die sich ursprünglich einmal im Umfeld des Standortes der Stele befanden, als Inspiration für die Neuschöpfungen, die zum Teil durch derben Humor geprägt sind.

## Dargestellte Hauszeichen
| Hauszeichen           | Seite der Stele | Historischer Standort des Hauses | Heutige Lage | Beschreibung | Bild des Hauszeichens |
| --------------------- | --------------- | -------------------------------- | --- | --- | --------------------- |
| Zum Pelikan           | Nordseite       | Breiter Weg 191                  | etwa Breiter Weg 191 (soweit das dortige Haus Zum goldenen Pelikan gemeint sein sollte)                                                                         | Wohl in Anlehnung an Leda nähert sich ein Pelikan einer nackten liegenden Frau.                                                                                           | Zum Pelikan           |
| Zur grünen Bouteille  | Nordseite       | Himmelreichstraße 11             | westlich des Standortes der Stele, in Verlängerung der Himmelreichstraße, auf deren ehemaliger Südseite, heute etwa im Bereich des Ostflügels des Maritimhotels | Eine bauchige Flasche steht auf einer umrankten Säule. | Zur grünen Bouteille  |
| Zum Bauerntanz        | Nordseite       | Breiter Weg 187                  | etwa Breiter Weg 190 | | Zum Bauerntanz        |
| Zum süssen Eingang    | Ostseite        | Krummer Ellbogen 12              | südöstlich der Stele, etwa zwischen Maritimhotel und der nördlichen Bebauung der Leiterstraße                                                                   | | Zum süssen Eingang    |
| Zum weissen Löwen     | Ostseite        | Breiter Weg 188                  | etwa Breiter Weg 190 | | Zum weissen Löwen     |
| Zum kleinen David     | Ostseite        | Leiterstraße 2                   | etwa im Bereich der heutigen Leiterstraße 3 | | Zum kleinen David     |
| Zum bunten Lämmchen   | Ostseite        | Himmelreichstraße 22             | am Standort der Stele | Eine unbekleidete Frau wird liegend auf einem Sofa dargestellt. Vor ihr steht ein Fernseher auf dem per Schriftzug wohl die Sendung ZUM BUNTEN LÄMMCHEN angekündigt wird. | Zum bunten Lämmchen   |
| Zum goldenen Hufeisen | Südseite        | Leiterstraße 3                   | Leiterstraße 3 | | Zum goldenen Hufeisen |
| Zum roten Löwen       | Südseite        | Himmelreichstraße 2              | Himmelreichstraße 4 | | Zum roten Löwen       |
| Zum goldenen Goliath  | Westseite       | Leiterstraße 1                   | östlich der heutigen Leiterstraße 3 (Soweit das Haus Zum großen Goliath gemeint sein sollte, ein Haus Zum goldenen Goliath gab es nicht.)                       | Ein Goliat steht auf Platz 1 eines Siegerpodestes und ist insofern wohl im Hinblick auf eine Goldmedaille ein goldener Goliat.                                            | Zum goldenen Goliath  |
| Zur goldenen Trompete | Westseite       | Himmelreichstraße 7              | etwas nordwestlich des Standortes der Stele, in Verlängerung der Himmelreichstraße, auf deren ehemaliger Nordseite                                              | Ein nackter, Trompete spielender Mann sitzt in einem geöffneten Fenster, wobei er sein Gesäß nach draußen streckt – möglicherweise auch das als goldene Trompete gemeint. | Zur goldenen Trompete |